# القسيمة المدرسية
تعتبرالقسيمة المدرسية، كما تسمى بالقسيمة التعليمية، في نظام القسائم شهادة تمويل حكومي للطالب في المدرسة يختارها إما الطالب أو ولى أمره. يكون التمويل عادةً لسنة أوفصل دراسى أونصف فصل دراسى معين. ويمكن استخدام القسيمة لتغطية أوسداد نفقات التعليم المنزلى في بعض البلاد أوالولايات أو السلطات القضائية المحلية. وتوجد القسائم فقط لتغطية المصروفات الدراسية للتعليم الخاص في بعض البلدان.
  وفقًا لمراجعة أدبيات الاقتصاد لعام 2017 حول القسائم المدرسية، "وجد أن الأدلة حتى الآن لا تكفي لتبرير التوصية بتبني نظام القسائم على نطاق واسع؛ ومع ذلك، تدعم العديد من النتائج الإيجابية البحث المستمرعن دلائل." وأظهر استبيان لأعضاء الرابطة الاقتصادية الأمريكية عام 2006 أن أكثرمن ثلثي الاقتصاديين يدعمون منح الآباء القسائم التعليمية والتي يمكن استخدامها في المدارس التي تديرها الحكومة أوالقطاع الخاص، وأن هذا الدعم سيكون أكبر إذا كانت القسائم تستخدم من قبل الآباء ذوي الدخول المنخفضة أوالوالدين ذوي الأطفال في المدارس ذات الأداء الضعيف.